# Benguela-delfin
A Benguela-delfin vagy Heaviside-delfin (Cephalorhynchus heavisidii) az emlősök (Mammalia) osztályának párosujjú patások (Artiodactyla) rendjébe, ezen belül a delfinfélék (Delphinidae) családjába tartozó faj.

## Előfordulása
Meglehetősen behatárolt élőhelyein eléggé kis egyedszámban található. Csak Dél-afrikai Köztársaság és Namíbia nyugati partvidékének mintegy 1600 km-es szakaszán fordul elő. Ismert elterjedési területe a dél-afrikai Jóreménység foktól a namíbiai Cross-fokig terjed, de felnyúlhat Dél-Angoláig északra. Többnyire a parti vizekben található, 8–10 km-en belül a partokhoz, a 100 m-nél sekélyebb vizekben. Az egyedszáma rohamosan csökken a partoktól távolodva: 160 km-es parthosszon 8 km-nél távolabb csak 5 példányt figyeltek meg, 200 m-nél mélyebb vizekben még egyetlen állatot sem láttak. Láthatólag a hideg, észak felé tartó, Benguela-áramláshoz kötődik. Egyes populációk egész évben helyben maradnak.

## Megjelenés
Kevéssé ismert delfin, és ritkán látható a természetben. Élő állatokról szóló beszámolók csak napjainkban jelentek meg, a régebbi, elhullott állatokról készült leírások pedig jelen ismereteink szerint pontatlanok. Nem hasonlít a többi, Afrika délnyugati partja mentén élő delfinre, ezért viszonylag könnyű azonosítani. A kicsi, zömök delfin robusztus alakja is feltűnő színezete jellemző a Cephalorhynchus fajokra. Néhány példány minden évben beleakad a halászhálókba Dél-Afrika és Namíbia partjai mentén, és kis számban emberi fogyasztásra is vadásszák kézi szigonyokkal vagy puskákkal.
Hátúszó: Kissé a középpont előtt helyezkedik el.
Felnőtt tömeg: Kb. 40 – 75 kg.
Újszülött tömeg: Ismeretlen.
Újszülött mérete: Kb. 85 cm.
Felnőtt mérete: 1,6 – 1,8 m.

## Életmódja
Tápláléka halakból, kalmárokból vagy polipokból áll. Viselkedése nem nagyon ismert. Általában tartózkodó és félénk. Ritkán ugrik, de 2 m magas ugrásra is képes. Megfigyelték már, amint gyors hátrabukfenc után farkával csapkodja a felszínt. Nagy sebességgel, delfinszerűen úszhat. A csónakokhoz való viszonya változó, ismertek olyan esetek, amikor megközelítette a csónakot, és az orr-, illetve sodorvizében úszott, egyes példányok több órán keresztül kísérhetik a kisebb csónakokat. Néhány megfigyelés arra utal, hogy egyes csoportoknak behatárolt területük van, és valószínűleg nem távolodnak el ezektől. Átlagos csoportmérete 1-10 egyedből áll, de időszakosan 30 példány is összegyűlhet.